# Inga Andersson
Inga Andersson, född 1935 i Bollnäs, är en svensk konstnär. 
Andersson bedrev först självstudier innan hon studerade vid Västerbergs tvååriga konstlinje i Gävle. Separat ställde hon bland annat ut på Gävle museum och hon har medverkat i ett stort antal samlingsutställningar i Sverige, Finland och Danmark. Hennes konst kännetecknas av vardagsnära bilder och motiv. Andersson är representerad vid Gävle museum.